# 巴小叶蝉属
巴小叶蝉属（学名：Balanda）为叶蝉科的一个属。

## 下属物种
本属包括以下物种：
- 褐斑巴小叶蝉 Balanda kara Dworakowska, 1979